# I Hate the Music
«I Hate the Music» es una canción del cantante australiano John Paul Young. Fue publicada el 29 de marzo de 1976 a través de Albert Productions como el sencillo principal del segundo álbum de estudio del cantante, J.P.Y.
En 1998, la canción fue versionada por Ratcat y John Paul Young para la banda sonora de Occasional Coarse Language.

## Composición
La canción se inspiró en una conversación con George Young y Harry Vanda en el ascensor de Boomerang House después de un día en el estudio. La conversación involucró la frustración general de George con una canción que no lograba sonar bien. La canción originalmente tenía una introducción de banjo, pero se cambió a piano.

## Rendimiento comercial
«I Hate the Music» se convirtió en un éxito comercial, alcanzando el puesto #2 en Australia. También alcanzó la posición #1 en Sudáfrica y #18 en Suecia. Fue certificado con un disco de oro por la Australian Recording Industry Association (ARIA).

## Posicionamiento

### Gráfica semanal
| Gráfica (1976)                | Pico de posición |
| ----------------------------- | ---------------- |
| Australia (Kent Music Report) | 2                |
| Sudáfrica (Springbok Radio)   | 1                |
| Suecia (Sverigetopplistan)    | 18               |

### Gráfica de fin de año
| Gráfica (1976)                | Pico de posición |
| ----------------------------- | ---------------- |
| Australia (Kent Music Report) | 18               |
| Sudáfrica (Springbok Radio)   | 11               |

## Certificaciones y ventas
| País             | Certificación | Ventas |
| ---------------- | ------------- | ------ |
| Australia (ARIA) | Oro           | 50,000 |